# Kaga församling
Kaga församling var en församling i Linköpings stift inom Svenska kyrkan. Församlingen ingick i Kärna pastorat och låg i Linköpings kommun i Östergötlands län. Församlingen uppgick 2014 i Kärna församling. 
Kaga kyrka var församlingens huvudkyrka.

## Administrativ historik
Församlingen har medeltida ursprung.
Församlingen utgjorde till 1 maj 1867 ett eget pastorat. Från 1 maj 1867 till 2014 har församlingen varit annexförsamling i pastoratet Kärna och Kaga som 1941 utökades med Ledbergs församling.
Församlingen uppgick 2014 i Kärna församling.

## Kyrkoherdar
Församlingen var under medeltiden prebende åt domkyrkosysslomannen i Linköping. Den var från 1627 prebende åt Linköpings stifts biskopar.
| Ämbetstid | Namn                         | Levnadstid | Övrigt                                                             |
| --------- | ---------------------------- | ---------- | ------------------------------------------------------------------ |
| 1247      | Johannes                     |            | Canonici i Linköping.                                              |
| 1580      | Nils Joensson                |            | Även domkyrkosyssloman.                                            |
| 1587      | Petrus Caroli                | 1510–1587  |                                                                    |
| 1593      | Magnus Jonæ                  |            | Även domkyrkosyssloman.                                            |
| 1594–1596 | Laurentius Bergeri (Birgeri) | –1603      | Även domkyrkosyssloman.                                            |
| 1596      | Johannes Neocerus            |            | Även domkyrkosyssloman.                                            |
|           | Nicolaus Hemmingi            | –1634      | Även domkyrkosyssloman. Senare kyrkoherde i Landeryds församling.  |
| 1600–1602 | Ragvaldus Clementis          | –1612      | Även domkyrkosyssloman. Senare kyrkoherde i Vårdsbergs församling. |
| 1603–1607 | Amundus Svenonis             | 1571–1641  | Även domkyrkosyssloman. Senare kyrkoherde i Klockrike församling.  |
| 1607–1610 | Magnus Haraldi Wallerstadius | 1574–1655  | Även domkyrkosyssloman. Senare domprost i Linköpings församling.   |
| 1611–1627 | Ericus Gunnari               | –1651      | Även domkyrkosyssloman.                                            |

### Komministrar
Lista över komministrar. Prästbostaden låg vid Kaga kyrka. Från 1867 hade Kaga och kärna församlingar en gemensam komminister.
| Ämbetstid | Namn                                    | Levnadstid       | Övrigt                                                   |
| --------- | --------------------------------------- | ---------------- | -------------------------------------------------------- |
| 1626–1648 | Petrus Canuti                           | –1661            | Komminister. Senare kyrkoherde i Stens församling.       |
| 1648-1651 | Laurentius Nicolai Prytz                | 1617-1651        | Komminister.                                             |
| 1651-1667 | Andreas Stagnerus                       | 1630-1694        | Komminister. Senare kyrkoherde i Lillkyrka församling.   |
| 1667-1677 | Nicolaus Johannis Scherinus             | -1677            | Komminister.                                             |
| 1678-1694 | Martinus Johannis Paludinus (Bostelius) | 1631-1694        | Komminister.                                             |
| 1695-     | Laurentius Hemmingi Schorelius          |                  | Komminister. Senare komminister i Asby församling.       |
| 1700-1711 | Joannes Bernhardi Wibom                 | -1711            | Komminister.                                             |
| 1712–1727 | Jonas Finelius                          | 1687–1737        | Komminister. Senare kyrkoherde i Stens församling.       |
| 1727–1742 | Bengt Follén (Follenius)                | 1702–1778        | Komminister. Senare kyrkoherde i Tåby församling.        |
| 1742-1748 | Johan Falkengren                        | 1708-1748        | Komminister.                                             |
| 1750-1761 | Anders Gomerus                          | 1713-1770        | Komminister. Senare kyrkoherde i Rystads församling.     |
| 1761–1766 | Lars Gabriel Eneroth                    | 1726–1773        | Komminister. Senare kyrkoherde i Klockrike församling.   |
| 1767-1776 | Nils Litzberg                           | 1723-1776        | Komminister.                                             |
| 1777-1796 | Elias Didricsson                        | 1741-senast 1797 | Komminister.                                             |
| 1797-1817 | Anders Setterberg                       | 1761-1817        | Komminister.                                             |
| 1818-1821 | Nils Kihlström                          | 1770-1821        | Komminister.                                             |
| 1821–1832 | Carl Johan Tolff                        | 1789–1868        | Komminister. Senare kyrkoherde i Västra Ny församling.   |
| 1833      | Benct Ekbom                             |                  | Komminister. Senare komminister i Borgs församling.      |
| 1850-1853 | Carl Anders Nerman                      | 1806-1853        | Komminister.                                             |
| 1857-1878 | Julius Molander                         | 1807-1878        | Komminister.                                             |
| 1878      | Jonas Peter Helin                       |                  | Komminister. Senare kyrkoherde i Kullerstads församling. |
| 1884-1889 | Johan Alfred Westerlund                 | 1849-1925        | Komminister. Senare kyrkoherde i Skänninge församling.   |
| 1887      | Karl Johan Qvarnström                   |                  | Komminister. Senare kyrkoherde i Ingatorps församling.   |
| 1897      | Axel Edvard Ekberg                      |                  | Komminister. Senare kyrkoherde i Lönberga församling.    |
| 1910      | Alfred Teodor Johansson                 | 1880-            | Komminister.                                             |

## Klockare och organister
| Ämbetstid | Namn                      | Levnadstid | Övrigt                        |
| --------- | ------------------------- | ---------- | ----------------------------- |
| 1700-1709 | Anders Sunesson           | 1619-1709  | Klockare                      |
| 1760-1769 | Jöns Nilsson              | 1675-1749  | Klockare                      |
|           | Christian Gustaf Aspegren |            | Klockare                      |
| 1803      | Stefanus Kagholm          | -1803      | Klockare                      |
| 1813-1838 | Botvid Sjögren            | 1781-1838  | Klockare                      |
| 1840-1875 | Johan Magnus Rundberg     | 1806-1875  | Klockare. Organist från 1860. |
| -1882     | Carl Oscar Jonsson        | 1854-      | Organist och skollärare       |
| 1883-1919 | Gustaf Widén              | 1857-1927  | Klockare och organist         |
| -1924     | Carl Robert Wahlstedt     | 1890-      | Klockare och organist         |
| -1942     | Ernst Nilsson             | 1881-      | Klockare och organist         |
| 1942-1962 | Gunnar Carlsson Hakegård  | 1899-      | Klockare och organist         |